# Addison Emery Verrill

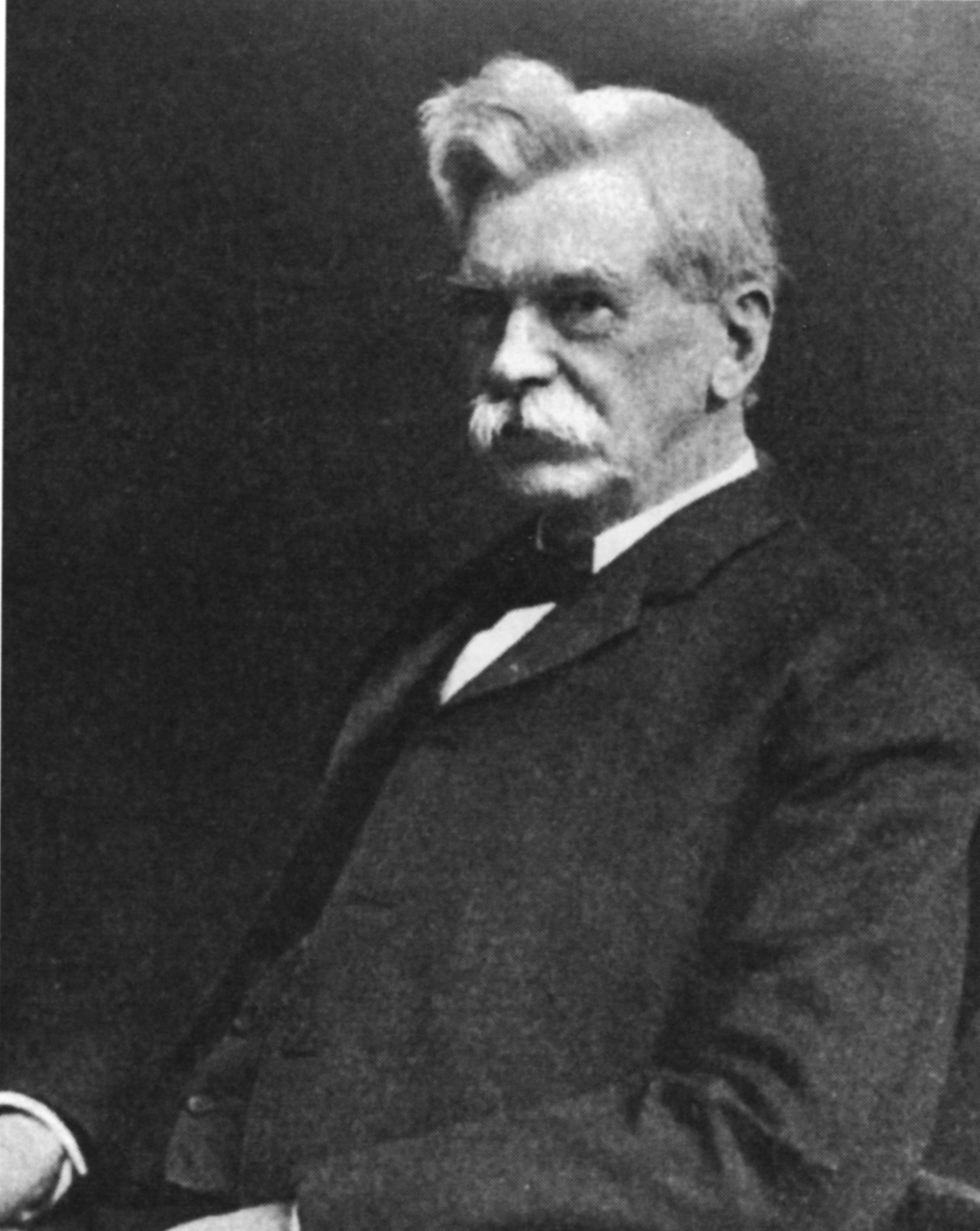
Addison Emery Verrill

Addison Emery Verrill (* 9. Februar 1839 in Greenwood; † 10. Dezember 1926 in Santa Barbara) war ein US-amerikanischer Zoologe und Geologe.

## Leben und Wirken
Addison Emery Verrill wurde als zweitältester Sohn von George Washington Verrill und seiner Frau Lucy Verrill, geborene Hillborn, in Greenwood geboren. Schon vor seinem dreizehnten Lebensjahr sammelte er in seiner Geburtsstadt und Umgebung Steine und Mineralien und lernte die Unterscheidungsmerkmale kennen. Im Alter von vierzehn Jahren; inzwischen ist die Familie nach Norway gezogen; widmete er sich der heimischen Flora und legte dafür ein Herbarium an. Bis zu seinem siebzehnten Lebensjahr umfasste seine Sammlung eine reichhaltige Auswahl an Muscheln, Insekten, Reptilien, Vögeln, Säugetieren, Pflanzen und Mineralien.
Ab Mai 1859 studierte er unter Louis Agassiz an der Harvard-Universität. Seinen Abschluss machte er 1862. Im Alter von 25 Jahren wurde er zum ersten Professor der Zoologie an der Yale-Universität ernannt und lehrte dort von 1864 bis zu seiner Pensionierung im Jahre 1907. Von 1868 bis 1870 war er Professor für vergleichende Anatomie und Entomologie an der Universität von Wisconsin. Neben seiner Lehrtätigkeit war er von 1864 bis 1874 Kurator am Boston Society of Natural Sciences und von 1865 bis 1910 am Naturhistorischen Museum Peabody an der Yale-Universität. Von 1869 bis 1920 war er Herausgeber der Zeitschrift American Journal of Science.
Während seines Studiums untersuchte er 1860 zusammen mit Alpheus Hyatt und Nathaniel Southgate Shaler die wirbellose Fauna der Atlantikküste, mit besonderer Bezugnahme auf Korallen, Ringelwürmer, Stachelhäuter und Muscheln. Auch später widmete er sich der wirbellosen Fauna.
Verrill veröffentlichte mehr als 350 Aufsätze und Monographien und beschrieb mehr als 1000 Arten wissenschaftlich. Zusammen mit Sidney Irving Smith trug er wesentlich zur Bereicherung der Sammlungen des Zoologischen Naturhistorischen Museums Peabody bei, die heute zu den wichtigsten naturwissenschaftlichen Sammlungen in den USA gehören. Auch nach seiner Pensionierung fuhr er mit seiner wissenschaftlichen Arbeit fort.
Er war Mitglied zahlreicher Gelehrtengesellschaften, darunter der National Academy of Sciences (1872) und der American Academy of Arts and Sciences (1887). Für herausragende Leistungen in den Naturwissenschaften wird seit 1959 Addison Emery Verrill zu Ehren vom Yale’s Peabody Museum die Addison Emery Verrill Medaille verliehen.
Der US-amerikanische Archäologe, Entdecker, Erfinder, Zeichner und Autor Alpheus Hyatt Verrill war der Sohn von Addison Emery Verrill.

## Publikationen
Eine Auswahl seiner Werke:
- Report upon the Invertebrate Animals of Vineyard Sound and Adjacent Water (1873)
- Zoology of the Bermuda Islands (1903)
- Geology and Paleontology of the Bermudas (1907)
- Coral Reefs of the Bermudas (1907)
- Monograph of the Shallow Water Stars of the North Pacific Coast (1914)
- Report on West Indian Stars (1915)
- Crustacea of Bermuda (drei Bände, 1923)